# Michel d'Ornano
Pour les articles homonymes, voir Ornano.
Michel d'Ornano, né le 12 juillet 1924 à Paris et mort le 8 mars 1991 à Garches,, est un entrepreneur et un homme politique français.

## Biographie
Issu d'une famille noble d'ancienne extraction (1470), descendant de Marie Walewska et du maréchal d'Ornano, apparenté à la famille impériale, fils de Guillaume d'Ornano (1894-1985), cofondateur des parfums Lancôme, Michel d'Ornano commence, après une scolarité au lycée Carnot et des études de droit, une carrière d'industriel du parfum, avec son père, Guillaume, et son frère, Hubert, en créant la société Jean d’Albret-Orlane.

### Deauvilleet laNormandie(1962-1991)
Il s'engage en politique en 1962 en accédant à la mairie de Deauville, lieu de villégiature de ses parents. Il devient ensuite député de 1967 à 1991 et laissera son siège à son suppléant Jacques Richomme lorsqu'il sera nommé au gouvernement. Il sera aussi membre (1976) et président (1979) du conseil général du Calvados, et enfin président du conseil régional de Basse-Normandie (1983) dont il a été éphémèrement le premier en 1974 avant d'être nommé ministre. La région lui doit alors la desserte Paris-Caen-Cherbourg par turbotrain, l'implantation de l'accélérateur de particules GANIL à Caen et la construction de l’autoroute de Normandie, ainsi que le Festival du cinéma américain de Deauville.
Surnommé le « Duc de Normandie », il crée autour de lui un clan qui fait de lui l'homme fort de la Basse-Normandie pendant 30 ans. Il installe sa femme, Anne d'Ornano, à la mairie de Deauville en 1977, parraine les engagements politiques locaux comme ceux de son suppléant à l'Assemblée Nationale de 1974 à 1981 Jacques Richomme à Troarn. Frappé par le cumul des mandats, il propose en 1986 la présidence de région à René Garrec. À sa mort en 1991, sa suppléante Nicole Ameline devient députée, tandis que sa femme reprend la présidence du conseil général du Calvados.

### Politique Nationale
Sur le plan national, il est un ami fidèle de Valéry Giscard d'Estaing. Il fonde avec ce dernier les Républicains indépendants (RI), puis adhère à l’UDF. Il est son directeur de campagne pour l'élection présidentielle de 1974. Cela lui vaudra d'être ministre durant toute la présidence de celui-ci, aux portefeuilles successivement de l'Industrie et de la Recherche, des Affaires culturelles et de l'Environnement et du cadre de vie.

### Ministère de l'Industrie et de la Recherche (1974-1977)
Nommé ministre de l’Industrie en 1974 dans le gouvernement de Jacques Chirac, Michel d’Ornano joue un rôle clé dans la politique industrielle française de l’après-crise pétrolière.
Dans le domaine de l’énergie, il soutient l’accélération du programme nucléaire civil initié par le plan Messmer. Sous son impulsion, en adoptant la technologie américaine des réacteurs à eau pressurisée (REP), abandonnant ainsi les filières nationales au profit de la standardisation et de la rapidité de déploiement, la France engage entre 1974 et 1980 la construction de 50 000 MW nucléaires, soit environ 55 réacteurs de 900 MW, en sus des six déjà en activité. Ce choix stratégique permettra de standardiser et déployer rapidement les centrales pour assurer l’indépendance énergétique du pays.
Parallèlement, il est, avec son directeur de cabinet de l'époque Jacques Darmon, l’un des artisans du lancement du programme spatial européen Ariane. En 1975, Michel d’Ornano convainc le président Valéry Giscard d’Estaing de l’importance stratégique du projet, facilitant la mise en œuvre de ce programme de lanceurs qui verra son premier succès en 1979.
Il soutient également l’industrie informatique française dans le cadre du Plan Calcul, visant à renforcer la compétitivité de la France dans le domaine de l'informatique, notamment par la création de la Société européenne de mini-informatique et systèmes (SEMS), et intervient dans la restructuration de la Compagnie internationale pour l’informatique (CII), en favorisant sa fusion avec Honeywell-Bull, donnant naissance à CII-HB.

### Campagne de Paris (1977)
Pour les élections municipales de 1977 Michel d'Ornano est désigné par Valéry Giscard d'Estaing en novembre 1976 candidat à la mairie de Paris. Deux mois plus tard Jacques Chirac se déclarera à son tour sous les couleurs du tout nouveau RPR. Ce premier duel entre RPR et Républicains indépendants préfigurera celui de 1981 entre Jacques Chirac et Valéry Giscard d'Estaing. Michel d'Ornano arrête son choix sur le 17e arrondissement, acquis depuis toujours à la droite, dans lequel il affronte le docteur Bernard Lafay, sénateur RPR de l’arrondissement âgé de 73 ans, qui meurt d'une crise cardiaque au cours de la précampagne électorale. Dans un geste élégant, Michel d'Ornano se désiste en faveur de Philippe Lafay, fils du défunt sénateur, et se présente dans le 18e, fief acquis à la gauche. Il est battu sans surprise par la liste de gauche conduite par le député communiste Louis Baillot, sur laquelle figurent Lionel Jospin et Claude Estier.

### Ministère de la Culture(1977–1978)
Nommé ministre de la Culture en 1977 dans le gouvernement de Raymond Barre, Michel d’Ornano est confronté à plusieurs polémiques, notamment en janvier 1978, lorsqu’il interdit la projection de 17 films présentés lors de la Quinzaine du cinéma homosexuel à Paris, dont Un chant d’amour de Jean Genet. Cette décision, motivée par l’absence de visa d’exploitation pour certains films, suscite des critiques dans les milieux culturels et militants.
Toutefois, son action ministérielle se distingue surtout par un engagement significatif en faveur du patrimoine muséal. Profitant de l’achèvement du Centre Georges Pompidou, il obtient le doublement des crédits d’équipement alloués aux musées dans le budget 1978. Il fait adopter une loi de programme actant la transformation de la gare d’Orsay en musée, projet qui sera concrétisé en 1986 avec l’ouverture du musée d’Orsay. Il engage également la préparation d’une nouvelle loi de programme destinée à soutenir l’achèvement du musée Picasso et celui du château d’Écouen. En parallèle de ses actions en faveur des musées, Michel d’Ornano s’implique également dans la préservation du patrimoine architectural. Il soutient notamment le lancement du programme de restauration de la place Stanislas à Nancy, dont les travaux ont contribué à sauver des métiers d’art en voie de disparition, en particulier celui de doreur à la feuille. La restauration des célèbres grilles en fer forgé doré de Jean Lamour, chef-d’œuvre du XVIIIe siècle, constitue un chantier emblématique dans l’histoire de la conservation du patrimoine en France. Ce projet a servi de vitrine nationale pour la réhabilitation de savoir-faire artisanaux, stimulant la formation, la reconnaissance et la valorisation des artisans spécialisés bien au-delà de Nancy,.

### Ministre de l'Environnementet du Cadre de vie (1978–1981)
Nommé ministre de l'Environnement et du Cadre de vie le 31 mars 1978 dans le troisième gouvernement de Raymond Barre, Michel d'Ornano dirige un ministère aux attributions élargies, regroupant l’environnement, le logement, l’urbanisme, l’architecture et les espaces protégés. Ce périmètre ministériel exceptionnel ne sera retrouvé dans son intégralité qu’en 2007, lors de la nomination de Jean-Louis Borloo à la tête du ministère de l'Écologie, de l'Énergie, du Développement durable et de la Mer.
Durant son mandat, Michel d'Ornano est confronté à la catastrophe écologique provoquée par le naufrage de l’Amoco Cadiz en mars 1978. Il coordonne alors les opérations de nettoyage et initie des mesures visant à prévenir de futurs accidents maritimes. Il souligne à cette occasion la nécessité d’«intégrer les préoccupations d’environnement dès l’élaboration des décisions d’aménagement».
Il renforce également les politiques de préservation des zones côtières, notamment en soutenant le Conservatoire du littoral. Il s’investit dans l’amélioration de la qualité de vie urbaine à travers des actions en matière de logement et d’aménagement du territoire.
Enfin, il initie des stratégies de lutte contre les pollutions, en particulier dans les zones industrielles, et soutient le développement de politiques environnementales intégrant les principes du développement durable.

### AprèsGiscard(1981–1991)
Après la fin de ses fonctions ministérielles en 1981, Michel d'Ornano retrouve son siège de député du Calvados, qu’il conserve sans interruption jusqu’à sa mort en 1991. Il est réélu lors des élections législatives de 1981, 1986 et 1988.
Lors de la première cohabitation, le chef du gouvernement Jacques Chirac refuse à Valéry Giscard d'Estaing le poste de ministre de l'Économie et des Finances et lui propose à la place le ministère de la Justice, qu'il décline. Chirac propose alors à d'Ornano la Justice, qu'il refuse à son tour, en expliquant à Chirac qu'il y a « deux raisons. Je ne veux pas de compensation au fait que Giscard ne rentre pas dans le gouvernement. Et je sais bien qu'il n'y aura pas de partage des responsabilités dans ce gouvernement, puisque tu as pris pour ton parti, le RPR, les Finances, l'Intérieur, les Affaires étrangères, c'est-à-dire les trois postes de commande, ce qui ne s'est jamais vu sous la droite au cours de la Ve République ».
De 1986 à 1988, il est élu président de la commission des Finances, de l’Économie générale et du Contrôle budgétaire de l’Assemblée nationale. À ce poste, il joue un rôle majeur dans les travaux liés à la première vague de privatisations du gouvernement Chirac, notamment par sa participation aux débats budgétaires et aux commissions mixtes sur les lois de finances rectificatives. Il intervient également sur les questions de réforme des retraites et du financement de la sécurité sociale, plaidant pour une approche budgétairement responsable et structurelle.
Parallèlement, Michel d’Ornano poursuit ses engagements en Normandie. Il est président du conseil général du Calvados de 1979 à 1991, et président du conseil régional de Basse-Normandie de 1983 à 1986.
À la fin des années 1980, Michel d'Ornano rejoint le groupe Socpresse, alors dirigé par Robert Hersant, qui contrôle un vaste ensemble de titres de la presse française, parmi lesquels Le Figaro, France-Soir, L’Aurore et de nombreux journaux régionaux. Il y occupe le rôle stratégique  de vice-président et est impliqué dans toutes les décisions du groupe.
Il joue notamment un rôle actif dans sa politique d’expansion internationale, en particulier vers l’Europe de l’Est, à la suite de la chute du mur de Berlin et de l’ouverture des anciens pays du bloc soviétique à la démocratie et à l’économie de marché. Michel d'Ornano soutient les investissements du groupe dans plusieurs projets de presse en Pologne, en Hongrie, en Tchéquie et en Roumanie, contribuant à l’émergence de médias indépendants dans ces pays en transition.
Cette stratégie s’inscrit dans une logique à la fois économique, politique et diplomatique, visant à promouvoir la liberté de la presse tout en consolidant l’influence française dans une région en pleine mutation.
Le 8 mars 1991, à Saint-Cloud, en sortant du café « Le Cloud de cœur » où il avait eu rendez-vous avec Robert Hersant, il est renversé par une camionnette de livraison. Il meurt peu après à l'hôpital Raymond-Poincaré de Garches,.

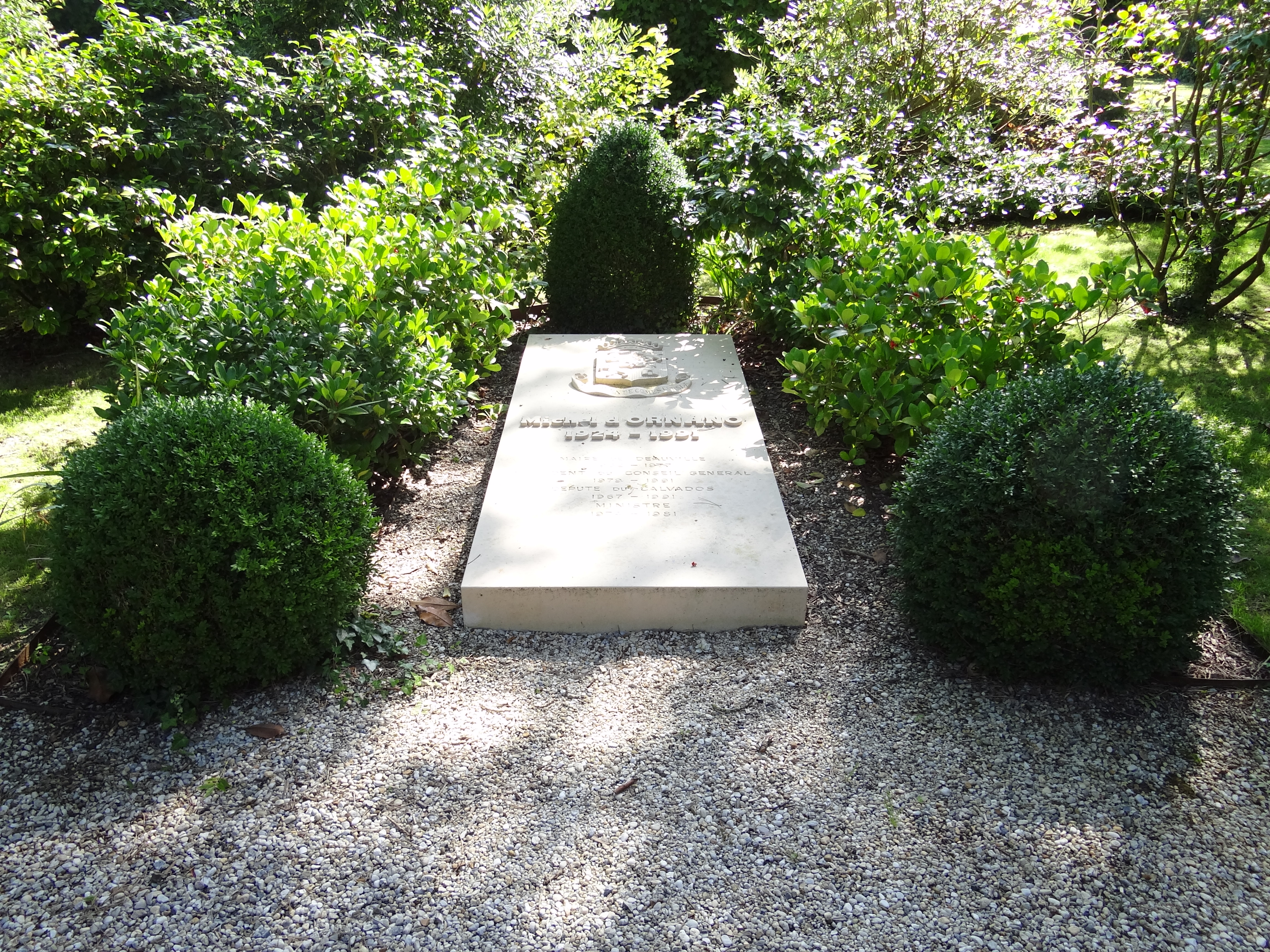
La tombe de Michel d'Ornano au cimetière de Deauville (Calvados).

En 2017 Anne d'Ornano fait don de ses archives politiques personnelles et de celles de son mari aux archives départementales du Calvados.

## Mandats politiques
- 1962-1977 : maire de Deauville
- 1967-1991 : député du Calvados
- 1976-1991 : conseiller général du Calvados (canton de Trouville-sur-Mer)
- 1979-1991 : président du conseil général du Calvados
- 1974 et 1983-1986 : président du conseil régional de Basse-Normandie
- 1986-1988 : président de la commission des Finances de l'Assemblée nationale

## Fonctions ministérielles
- Ministre de l'Industrie, puis ministre de l'Industrie et de la Recherche du 14 juin 1974 au 29 mars 1977
- Ministre de la Culture et de l'Environnement du 29 mars 1977 au 31 mars 1978
- Ministre de l'Environnement et du Cadre de vie du 31 mars 1978 au 22 mai 1981 (et de la Culture entre le 4 mars et le 22 mai 1981)

## Ouvrages
- Une certaine idée de Paris (1976)
- La Manipulation des médias (1983)

## Dans la fiction
- La Rupture (2013), téléfilm de Laurent Heynemann, joué par Yvon Back.
- La Septième Fonction du langage, Grasset (2015), Roman de Laurent Binet, Prix Interallié.

## Hommages
Le stade de la ville de Caen porte son nom depuis son inauguration le 6 juin 1993, en hommage à son grand rôle dans ce projet en tant que président du conseil général du Calvados.
La ville de Caen a également donné le nom de l'ancien ministre au Parc Michel-d'Ornano aménagé dans les jardins de l'abbaye aux Dames, siège du conseil régional de Normandie.
En 2011, en présence de l'ancien président Valéry Giscard d'Estaing, une cérémonie est organisée afin de dévoiler, dans le hall de la mairie de Deauville, deux bustes à l'effigie de Michel et Anne d'Ornano.